# Liming (Automarke)
Liming war eine Automarke aus der Volksrepublik China.

## Markengeschichte
Yizheng Auto Works aus Yizheng verwendete diese Marke ab 1986 für Personenkraftwagen. 1999 erfolgte die Übernahme durch SAIC Motor. Das neue Unternehmen hieß SAIC-Yizheng Automotive. Der Markenname Liming wurde 2001 aufgegeben.

## Fahrzeuge
Zunächst entstanden Kombis auf Fahrgestellen von Beijing Automobile Works.
Zwischen 1996 und 1999 wurden Fahrzeuge nach einer Lizenz von Kia Motors hergestellt. Sie wurden Liming YQC 6420 N genannt.

## Produktionszahlen
| Jahr | Produktionszahl | Quelle      |
| ---- | --------------- | ----------- |
| 2000 | 381             | [ 2 ] [ 4 ] |
| 2001 | 24              | [ 2 ] [ 4 ] |
| 2002 | 0               | [ 2 ] [ 4 ] |
| 2003 | 0               | [ 2 ] [ 4 ] |
| 2004 | 0               | [ 4 ]       |